# 布列塔尼沼泽
布列塔尼沼泽（法語：Marais breton，發音：[maʁɛ bʁətɔ̃]），又称布列塔尼-旺代沼泽（法語：Marais breton-vendéen，[maʁɛ bʁətɔ̃ vɑ̃deɛ̃]），是法国西部大西洋沿岸的一个湿地，地处卢瓦尔河地区大区大西洋卢瓦尔省和旺代省，是布列塔尼和普瓦圖的边界。